# Почётные граждане Пензенской области
Почётный гражданин Пензенской области — звание, присваиваемое лицам, имеющим заслуги перед Пензенской областью.

## Список
- Р. И. Вяхирев (1998)
- Л. Б. Ермин (1998)
- Ю. А. Акимов (1999)
- В. К. Дорошенко (1999)
- Ф. М. Куликов (2000)
- А. И. Алексеев (2000)
- А. Г. Овтов (2000)
- В. И. Ерзунов (2001)
- Ю. А. Виноградов (2001)
- М. К. Кудинов (2002)
- А. Е. Щербаков (2003)
- Н. П. Аброськин (2004)
- В. М. Журавлёв (2004)
- Т. Т. Мартыненко (2007)
- В. К. Бочкарёв (2009)
- В. А. Черушов (2011)
- Ю. И. Вечкасов (2011)
- Н. М. Ащеулов (2012)
- Ю. А. Лаптев (2012)
- А. А. Глушенков (2014)
- А. К. Дручков (2014)
- В. Г. Резниченко (2015)
- К. А. Девликамов (2015)
- В. А. Лазуткин (2016)
- Т. М. Мельникова (2016)
- А. Д. Гуляков (2017)